# Contea di Orange (Indiana)
La contea di Orange (in inglese Orange County) è una contea dello Stato dell'Indiana, negli Stati Uniti. La popolazione al censimento del 2000 era di 19 306 abitanti. Il capoluogo di contea è Paoli.